# レン・ピコタ
レニン・アルベルト・ピコタ・テノリオ（Lenin Alberto Picota Tenorio, 1966年7月23日 - ）は、パナマ共和国パナマ県パナマ市出身の元プロ野球選手（投手）。右投右打。
登録名はレン・ピコタ（Len Picota）だが、レニー・ピコタ（Lenny Picota）と表記される場合もある。

## 経歴
1984年にセントルイス・カージナルスと契約。メジャーへの昇格はならず、カージナルス、モントリオール・エクスポズ、シアトル・マリナーズの各球団の傘下マイナーリーグでプレー。独立リーグやメキシカンリーグでもプレー経験を持つ。
台湾や韓国でもプレー経験があり、1994年から1995年までは中華職業棒球聯盟（CPBL）の三商タイガース、1997年は台湾職業棒球大聯盟（TML）の台北太陽、2002年から2003年までは韓国野球委員会（KBO）のハンファ・イーグルスでプレーした。
2003年には第35回IBAFワールドカップのパナマ代表に選出され、準優勝を果たした。
2005年にはCPBLの興農ブルズでプレーし、速球とスライダーを武器に16勝で最多勝を記録。チームの優勝に貢献し、同年のアジアシリーズにも出場した。
2006年に第1回ワールド・ベースボール・クラシック（WBC）のパナマ代表に選出された。
2007年にはパンアメリカン大会の野球パナマ代表に選出された。
2018年に、メキシカンリーグに所属するサルティーヨ・サラペメーカーズの監督に就任。シーズン終了後に退任した。
2022年10月に開催された第5回ワールド・ベースボール・クラシック（WBC）予選の投手コーチに選出された。チームは予選を勝ち進み2023年3月の本大会に出場したが、本大会のスタッフからは外れている。

## 詳細情報

### 年度別投手成績
| 年 度     | 球 団     | 登 板 | 先 発 | 完 投 | 完 封 | 無 四 球 | 勝 利 | 敗 戦 | セ 丨 ブ | ホ 丨 ル ド | 勝 率 | 打 者 | 投 球 回 | 被 安 打 | 被 本 塁 打 | 与 四 球 | 敬 遠 | 与 死 球 | 奪 三 振 | 暴 投 | ボ 丨 ク | 失 点 | 自 責 点 | 防 御 率 | W H I P |
| --------- | --------- | ----- | ----- | ----- | ----- | -------- | ----- | ----- | -------- | ----------- | ----- | ----- | -------- | -------- | ----------- | -------- | ----- | -------- | -------- | ----- | -------- | ----- | -------- | -------- | ------- |
| 1994      | 三商      | 27    | 3     | 0     | 0     | 0        | 1     | 4     | 6        | --          | .200  | 310   | 71.0     | 76       | 6           | 21       | 3     | 4        | 55       | 4     | 0        | 37    | 28       | 3.55     | 1.37    |
| 1995      | 三商      | 26    | 20    | 4     | 0     | 0        | 8     | 8     | 2        | --          | .500  | 623   | 144.1    | 153      | 9           | 45       | 6     | 5        | 79       | 1     | 0        | 82    | 64       | 3.99     | 1.37    |
| 2005      | 興農      | 30    | 27    | 1     | 0     | 0        | 16    | 8     | 2        | 0           | .667  | 719   | 175.1    | 163      | 7           | 36       | 0     | 15       | 131      | 6     | 0        | 56    | 42       | 2.16     | 1.13    |
| CPBL：3年 | CPBL：3年 | 83    | 50    | 5     | 0     | 0        | 25    | 20    | 10       | 0           | .556  | 1652  | 390.2    | 392      | 22          | 102      | 9     | 24       | 265      | 11    | 0        | 175   | 134      | 3.09     | 1.26    |

- 各年度の太字はリーグ最高

### タイトル・表彰
CPBL
- 最多勝利（2005年）
- 台湾シリーズ優秀選手（2005年）

### 背番号
- 20 （1994年）
- 99 （1995年）
- 14 （1997年 - 1998年）
- 56 （2002年 - 2003年、2005年）

### 登録名
- 必可（1994年 - 1995年）
- 酷必可（1997年）
- 戰玉飛（2005年）

### 代表歴
- 2003 IBAFワールドカップ パナマ代表
- 2006 ワールド・ベースボール・クラシック・パナマ代表
- 2007年パンアメリカン競技大会野球パナマ代表